# Nagari Batu Taba
Nagari Batu Taba is een bestuurslaag in het regentschap Agam van de provincie West-Sumatra, Indonesië. Nagari Batu Taba telt 5599 inwoners (volkstelling 2010).